# 통상확대법
통상확대법(通商擴大法, Trade Expansion Act)은 1934년에 만든 호혜통상협정(互惠通商協定)을 개정하여 1962년 10월 11일에 공포한 새로운 입법을 말한다. 그 내용은 다음을 포함한다.
1. 대통령은 5개월 동안 관세(關稅)를 50% 인하할 수 있는 권한을 부여받는다.
2. 미국, EEC제국, 영국, 덴마크, 노르웨이, 아일랜드, 그리스의 수출합계가 자유세계 수출량의 80% 이상을 차지하는 상품에 대해서는 100%까지의 관세인하(결국 관세를 제로까지 내린다)를 시킬 수 있는 권한을 인정받는다.